# ميلان لفوف
ميلان لفوف مواليد 5 أبريل 1987 في جمهورية مقدونيا، هو لاعب كرة يد مقدوني يلعب كجناح أيمن. مثل منتخب مقدونيا لكرة اليد. سبق أن لعب مع نادي الخليج في السعودية.